# Cô lập carbon

Sơ đồ cho thấy cả quá trình cô lập phát thải carbon dioxide từ nhà máy chạy bằng than trên mặt đất và dưới lòng đất

Cô lập carbon là quá trình lưu trữ cacbon trong một bể chứa carbon.: 2248  Quá trình này đóng một vai trò quan trọng trong việc hạn chế biến đổi khí hậu bằng cách giảm lượng carbon dioxide trong khí quyển. Có hai loại cô lập carbon chính: sinh học và địa chất.
Quá trình cô lập cacbon sinh học là một quá trình tự nhiên diễn ra như một phần của chu trình cacbon. Con người có thể tăng cường nó thông qua các hành động có chủ đích và sử dụng công nghệ. Carbon dioxide (CO
2) được hấp thụ tự nhiên từ khí quyển thông qua các quá trình sinh học, hóa học và vật lý. Những quá trình này có thể được đẩy nhanh thông qua việc thay đổi cách sử dụng đất và phương pháp canh tác nông nghiệp, được gọi là canh tác carbon. Người ta cũng đã thiết kế ra những quy trình nhân tạo để tạo ra hiệu quả tương tự, được gọi là thu hồi và lưu trữ carbon. Phương pháp này sử dụng công nghệ để thu giữ và cô lập (lưu trữ) CO
2 được tạo ra từ các hoạt động của con người dưới lòng đất hoặc dưới đáy biển.
Thực vật, chẳng hạn như rừng và rừng tảo bẹ, hấp thụ carbon dioxide từ không khí trong quá trình phát triển và liên kết nó thành sinh khối. Tuy nhiên, các kho dự trữ sinh học này có thể chỉ là bể chứa carbon tạm thời vì không thể đảm bảo khả năng cô lập lâu dài. Cháy rừng, bệnh tật, áp lực kinh tế và các ưu tiên chính trị bị thay đổi có thể giải phóng carbon đã được cô lập trở lại bầu khí quyển.
Carbon dioxide đã được loại bỏ khỏi khí quyển cũng có thể được lưu trữ trong lớp vỏ Trái Đất bằng cách bơm nó xuống lòng đất hoặc dưới dạng muối carbonat không hòa tan. Quá trình thứ hai được gọi là cô lập khoáng chất. Những phương pháp này được coi là không bay hơi vì chúng không chỉ loại bỏ carbon dioxide khỏi khí quyển mà còn cô lập nó vô thời hạn. Điều này có nghĩa là carbon bị "khóa lại" trong hàng nghìn đến hàng triệu năm.
Để tăng cường quá trình cô lập carbon trong đại dương, các công nghệ hóa học hoặc vật lý sau đây đã được đề xuất: bón phân đại dương, dòng chảy nhân tạo, lưu trữ trong bazan, khoáng hóa và trầm tích biển sâu, và thêm bazơ để trung hòa axit. Tuy nhiên, cho đến nay vẫn chưa có phương pháp nào được ứng dụng trên quy mô lớn. Mặt khác, việc nuôi trồng rong biển quy mô lớn là một quá trình sinh học và có thể cô lập một lượng lớn carbon. Tiềm năng phát triển của rong biển trong nông nghiệp carbon dự kiến sẽ bao gồm cả việc vận chuyển rong biển đã thu hoạch đến sâu dưới đại dương để chôn lấp lâu dài. Báo cáo đặc biệt của IPCC về Đại dương và tầng băng trong bối cảnh biến đổi khí hậu đã khuyến nghị "tiếp tục chú ý nghiên cứu" về nuôi trồng rong biển và coi đó là một chiến thuật để giảm thiểu biến đổi khí hậu.

## Cô lập carbon sinh học trên đất liền

Tỉ lệ carbon được lưu trữ trong bể carbon rừng, 2020

Cô lập carbon sinh học (còn gọi là cô lập sinh học) là việc thu giữ và lưu trữ khí nhà kính carbon dioxide trong khí quyển bằng các quá trình sinh học tự nhiên hoặc được tăng cường. Hình thức cô lập carbon này xảy ra thông qua việc tăng cường tốc độ quang hợp nhờ các hoạt động sử dụng đất như tái trồng rừng và quản lý rừng bền vững. Những thay đổi trong việc sử dụng đất nhằm tăng cường khả năng thu giữ carbon tự nhiên thì có khả năng thu giữ và lưu trữ một lượng lớn carbon dioxide mỗi năm. Ngoài các phương pháp cô lập carbon trong nông nghiệp thì còn có hoạt động bảo tồn, quản lý và phục hồi các hệ sinh thái như rừng, đầm lầy, đất ngập nước và đồng cỏ. Có những phương pháp và cách thực hành có thể giúp tăng cường quá trình cô lập carbon trong đất trong cả nông nghiệp và lâm nghiệp.

### Lâm nghiệp
Rừng là một phần quan trọng của chu trình carbon toàn cầu vì cây cối hấp thụ carbon dioxide thông qua quá trình quang hợp. Do đó, chúng đóng một vai trò quan trọng trong việc giảm thiểu biến đổi khí hậu. :37 Bằng cách loại bỏ khí nhà kính carbon dioxide khỏi không khí, các khu rừng trở thành một bể chứa carbon trên cạn, nghĩa là chúng lưu trữ một lượng lớn carbon dưới dạng sinh khối, bao gồm rễ, thân, cành và lá. Trong suốt vòng đời của mình, cây cối tiếp tục cô lập carbon, lưu trữ CO2 trong khí quyển lâu dài. Do đó, quản lý rừng bền vững, trồng rừng, tái trồng rừng là những đóng góp quan trọng vào việc giảm thiểu biến đổi khí hậu.
Một vấn đề quan trọng cần phải cân nhắc trong việc này là, rừng có khả năng từ bồn chứa chuyển sang trở thành một nguồn cacbon. Vào năm 2019, các khu rừng hấp thụ carbon ít hơn một phần ba so với những năm 1990 do nhiệt độ tăng cao hơn, hạn hán và nạn phá rừng. Rừng nhiệt đới thông thường có thể trở thành một nguồn cacbon vào những năm 2060.
Các nhà nghiên cứu đã phát hiện ra rằng, xét về các dịch vụ môi trường, tránh phá rừng thì tốt hơn là cho phép phá rừng rồi tái sinh rừng, vì biện pháp thứ hai sẽ dẫn đến những tác động không thể đảo ngược được như mất đa dạng sinh học và suy thoái đất. Hơn nữa, ở các khu rừng phương bắc có tuổi đời trẻ hơn thì khả năng carbon di sản bị giải phóng khỏi đất cũng cao hơn. Cho đến khoảng năm 2019, lượng khí thải nhà kính toàn cầu do rừng mưa nhiệt đới bị tàn phá có thể đã bị đánh giá thấp hơn so với thực tế một cách đáng kể. Ngoài ra, so với việc giữ nguyên các khu rừng hiện có thì tác động của việc trồng rừng và tái trồng rừng sẽ xảy ra trong tương lai xa hơn. Phải mất nhiều thời gian hơn, khoảng vài thập kỷ, để các lợi ích về giảm thiểu biến đổi khí hậu từ các khu rừng trồng mới có thể đạt được hiệu quả hấp thụ carbon tương đương với các cây trưởng thành trong các khu rừng nhiệt đới. Do đó, các nhà khoa học coi việc "bảo vệ và phục hồi các hệ sinh thái giàu cacbon và có tuổi thọ cao, đặc biệt là các khu rừng tự nhiên" là "giải pháp chính cho vấn đề khí hậu".
Việc trồng cây trên đất trồng trọt và đồng cỏ ở rìa giúp hấp thụ carbon từ CO
2 trong khí quyển và biến chúng thành sinh khối. Để quá trình cô lập carbon này hoàn tất, carbon phải không quay trở lại khí quyển từ quá trình đốt sinh khối hoặc thối rữa khi cây chết. Để như vậy thì đất được phân bổ cho cây không được chuyển đổi sang mục đích sử dụng khác. Ngoài ra, bản thân gỗ của cây cũng phải được cô lập thông qua than sinh học, năng lượng sinh học kết hợp thu nạp và lưu trữ carbon, chôn lấp hoặc lưu trữ bằng cách sử dụng trong xây dựng.
Trái Đất cung cấp đủ không gian để trồng thêm 0,9 tỷ ha tán cây, mặc dù ước tính này đã bị chỉ trích, và diện tích thực sự có tác dụng làm mát ròng đối với khí hậu khi đã tính toán đến các phản hồi vật lý sinh học như là độ phản chiếu thì thấp hơn từ 20-80%. Việc trồng và bảo vệ những cây này sẽ cô lập được 205 tỷ tấn carbon nếu những cây này sống sót qua các đợt căng thẳng khí hậu trong tương lai và trưởng thành. Để so sánh thì đây là khoảng 20 năm lượng khí thải carbon toàn cầu hiện tại (tính đến năm 2019). Mức độ cô lập này sẽ chiếm khoảng 25% lượng carbon trong khí quyển vào năm 2019.